# 3867 Shiretoko
3867 Shiretoko este un asteroid din centura principală, descoperit pe 16 aprilie 1988 de Masayuki Yanai și Kazuo Watanabe.